# Myron Boadu
Myron Boadu (sinh ngày 14 tháng 1 năm 2001) là một cầu thủ bóng đá chuyên nghiệp người Hà Lan, chơi ở vị trí tiền đạo cho câu lạc bộ Eredivisie AZ và đội tuyển quốc gia Hà Lan.
Sinh ra ở Amsterdam, Hà Lan, Boadu là người gốc Ghana. Anh gia nhập học viện AZ năm 2013. Năm 2018, anh ra mắt thi đấu cho câu lạc bộ trong trận đấu Eredivisie với PEC Zwolle. Sau khi vật lộn với chấn thương dài hạn, Boadu đã trở thành một cầu thủ luôn được đá chính ở AZ với 11 lần trong danh sách ra sân trong mùa giải 2019.
Trên trường quốc tế, Boadu đã đại diện cho Hà Lan ở cấp độ trẻ và chuyên nghiệp.

## Sự nghiệp câu lạc bộ

### AZ
Sinh ra ở Amsterdam, có bố mẹ là người Ghana, Boadu bắt đầu chơi cho SC Buitenveldert, trước khi gia nhập học viện AZ vào năm 2013. Anh đã vượt qua hàng ngũ thanh thiếu niên trước khi được đưa vào đội dự bị trước mùa giải 2016-2017. Vào ngày 3 tháng 9 năm 2016, anh ra mắt đội dự bị AZ trong trận đấu với Excelsior Maassluis F.C., ghi bàn ở phút 23. Đội AZ dự bị đã lên ngôi vô địch vào cuối mùa giải thứ ba, đạt được sự thăng hạng lên Giải hạng hai Hà Lan. Vào năm 2017, Boadu đã được đưa vào đội một của AZ, nhưng đã phải ngồi ngoài trong gần như toàn bộ mùa giải 2017-2018 do chấn thương đầu gối. Vào ngày 6 tháng 5 năm 2018, anh đã ra mắt trận chuyên nghiệp cho AZ trong trận đấu cuối cùng của mùa giải Eredivisie với PEC Zwolle. Anh ra sân từ phút 67, thay thế cho Mats Seuntjens trong chiến thắng 6-0 trên sân nhà.
Vào ngày 12 tháng 8 năm 2018, Boadu đã ghi bàn thắng chuyên nghiệp đầu tiên trong trận đấu với NAC Breda. Với bàn thắng này, anh trở thành cầu thủ trẻ nhất ghi bàn thắng cho AZ ở Eredivisie, 17 tuổi và 212 ngày. Tuần tiếp theo, anh ghi bàn một lần nữa trong trận đấu với FC Emmen.
Trong trận đấu trên sân nhà với Feyenoord vào ngày 16 tháng 9 năm 2018, Boadu bị gãy mắt cá chân sau khi va chạm với Eric Botteghin. Sau đó, anh đã phải nghỉ đấu trong bảy tháng. Anh đã trở lại AZ vào ngày 20 tháng 4 năm 2019 trong một trận đấu trên sân khách, cũng đấu với Feyenoord.
Trong mùa giải2019-20, Boadu đã trở thành cầu thủ thi đấu chính cho đội một AZ và ghi được những bàn thắng quan trọng trong Eredivisie cũng như trong chiến dịch Europa League của câu lạc bộ. Các bàn thắng của anh khi đối đầu với BK Häcken và Royal Antwerp trong các vòng đấu loại đã giúp đảm bảo vị trí của AZ trong vòng bảng của giải đấu.

## Sự nghiệp quốc tế
Ngày 19 tháng 11 năm 2019, Boadu có trận ra mắt đội tuyển quốc gia Hà Lan trong trận gặp Estonia tại vòng loại UEFA Euro 2020 và ghi bàn thắng ấn đinh chiến thắng 5–0. Anh cũng trở thành cầu thủ đầu tiên được sinh ra ở thế kỷ 21 góp mặt và ghi bàn cho đội tuyển quốc gia Hà Lan.

## Thống kê sự nghiệp

### Câu lạc bộ
Tính đến ngày 7 tháng 3 năm 2020
| Câu lạc bộ     | Mùa giải       | Giải quốc nội  | Giải quốc nội | Giải quốc nội | Cúp quốc gia | Cúp quốc gia | Châu lục | Châu lục | Khác | Khác | Tổng cộng | Tổng cộng |
| Câu lạc bộ     | Mùa giải       | Hạng đấu       | Trận          | Bàn           | Trận         | Bàn          | Trận     | Bàn      | Trận | Bàn  | Trận      | Bàn       |
| -------------- | -------------- | -------------- | ------------- | ------------- | ------------ | ------------ | -------- | -------- | ---- | ---- | --------- | --------- |
| Jong AZ        | 2016–17        | Tweede Divisie | 9             | 6             | —            | —            | —        | —        | —    | —    | 9         | 6         |
| Jong AZ        | 2017–18        | Eerste Divisie | 0             | 0             | —            | —            | —        | —        | —    | —    | 0         | 0         |
| Jong AZ        | 2018–19        | Eerste Divisie | 1             | 0             | —            | —            | —        | —        | —    | —    | 1         | 0         |
| Jong AZ        | Tổng cộng      | Tổng cộng      | 10            | 6             | —            | —            | —        | —        | —    | —    | 10        | 6         |
| AZ             | 2017–18        | Eredivisie     | 1             | 0             | 0            | 0            | 0        | 0        | —    | —    | 1         | 0         |
| AZ             | 2018–19        | Eredivisie     | 8             | 3             | 0            | 0            | 2        | 0        | —    | —    | 10        | 3         |
| AZ             | 2019–20        | Eredivisie     | 24            | 14            | 2            | 0            | 13       | 6        | —    | —    | 39        | 20        |
| AZ             | Tổng cộng      | Tổng cộng      | 33            | 17            | 2            | 0            | 15       | 6        | —    | —    | 50        | 23        |
| Tổng sự nghiệp | Tổng sự nghiệp | Tổng sự nghiệp | 43            | 23            | 2            | 0            | 15       | 6        | —    | —    | 60        | 29        |

1. 1 2  Ra sân tại UEFA Europa League

### Đội tuyển quốc gia
Tính đến ngày 23 tháng 12 năm 2019
| Đội tuyển quốc gia Hà Lan | Đội tuyển quốc gia Hà Lan | Đội tuyển quốc gia Hà Lan |
| Năm                       | Trận                      | Bàn                       |
| ------------------------- | ------------------------- | ------------------------- |
| 2019                      | 1                         | 1                         |
| Tổng cộng                 | 1                         | 1                         |

### Bàn thắng quốc tế
Bàn thắng và kết quả của Hà Lan được ghi trước
| #  | Ngày                 | Địa điểm                              | Trận thứ | Đối thủ | Ghi bàn | Kết quả | Giải đấu                 |
| -- | -------------------- | ------------------------------------- | -------- | ------- | ------- | ------- | ------------------------ |
| 1. | 19 tháng 11 năm 2019 | Johan Cruyff Arena, Amsterdam, Hà Lan | 1        | Estonia | 5–0     | 5–0     | Vòng loại UEFA Euro 2020 |